# Gliese 28
Gliese 28 is een hoofdreeksster van het type K2V, gelegen in het sterrenbeeld Andromeda op 58,4 lichtjaar van de Zon. De ster heeft een relatieve snelheid ten opzichte van de zon van 88,8 km/s.